# 擬小鱗尖牙鱸
擬小鱗尖牙鱸為輻鰭魚綱鱸形目鱸亞目發光鯛科的一種，為深海魚類，分布於西太平洋古巴至蘇利南海域，深度180-576公尺，體長可達14.5公分，棲息底層水域，生活習性不明。

## 擴展閱讀
維基物種上的相關：擬小鱗尖牙鱸